# Phausis reticulata
Phausis reticulata, frequentemente chamado de "fantasma azul"(blue ghost), é uma espécie de pirilampo encontrado nas zonas oriantal e central dos Estados Unidos da América. A espécie é comum na parte sul da Appalachia e ponte ser vista no Parque Nacional das Grandes Montanhas Fumegantes, na Floresta Nacional de Chattahoochee, e também (na Carolina do Norte) na Floresta Estadual de DuPont State e Floresta Nacional Pisgah.